# پیرمرد صدساله‌ای که از پنجره فرار کرد و ناپدید شد (فیلم)
پیرمرد صدساله‌ای که از پنجره فرار کرد و ناپدید شد (سوئدی: Hundraåringen som klev ut genom fönstret och försvann) فیلمی در ژانر کمدی و فانتزی است که در سال ۲۰۱۳ منتشر شد. از بازیگران آن می‌توان به ینس هولتن و آلن فورد اشاره کرد.